# 93. Infanterie-Division (Wehrmacht)
La 93. Infanterie-Division fu una divisione dell'esercito tedesco attiva durante la seconda guerra mondiale che venne formata nel 1939 ed impiegata nella Campagna di Francia e a partire dal 1941 nel Fronte Orientale, dove venne distrutta nel 1945.

## Storia

### Formazione e campagna di Francia
La divisione fu costituita il 17 settembre 1939 nell'area di addestramento militare di Jüterbog ed era equipaggiata con armi ceche. Dopo che la formazione fu completata, venne trasferita nella zona vicina al Saar ed il Palatinato. All'inizio della campagna di Francia, la divisione prese parte allo sfondamento della linea Maginot fino a Epinal nel giugno 1940. Dopo la campagna di Francia la divisione, fu mandata in licenza dal 26 agosto 1940 al 14 febbraio 1941 e dopo che fu riconvocata venne rimandata in Francia come forza di occupazione.

### Fronte Orientale e fine guerra
Dopo l'inizio dell'Operazione Barbarossa la divisione venne trasferita sul fronte orientale, partendo Wesenberg e attraversando la posizione di Luga fino a Leningrado, dove rimase dall'ottobre 1941 al marzo 1942; nel maggio 1942 la divisione si trasferì nella zona del volchov e del Tigoda, a nord del lago Ilmen, dove si svolgeva una pesante guerra di trincea. 
Dall'agosto al novembre 1942, la divisione venne schierata a sud-ovest di Cholm e combatté nell'area di Velikiye Luki dal dicembre 1942 al febbraio 1943. Dal dicembre 1943 la divisione combatté nella zona di Newel e nel marzo 1944 si ritirò nella zona a sud di Pskov e Opotchka; a luglio si ritirò attraverso la Lettonia fino a Riga e da agosto in poi prese parte a diverse battaglie difensive in Curlandia. Dall'ottobre 1944 al febbraio 1945 la divisione si ritirò attraverso le zone di Mitau, Libau fino a Samland e dopo pesanti combattimenti nei pressi di Königsberg subì gravi perdite ed i resti dovettero ritirarsi nella zona di Fischhausen e Pillau, ma furono fatti prigionieri dalle truppe dell'Armata Rossa nella penisola di Hela.

## Ordine di battaglia
93. Infanterie-Division 1939
- Infanterie-Regiment 270
- Infanterie-Regiment 271 "Feldherrenhalle"
- Infanterie-Regiment 272
- Artillerie-Regiment 193
- Pionier-Bataillon 193
- Panzerabwehr-Abteilung 193
- Infanterie-Divisions-Nachrichten-Abteilung 193
- Infanterie-Divisions-Nachschubführer 193

93. Infanterie-Division 1943
- Grenadier-Regiment 270
- Grenadier-Regiment 272
- Grenadier-Regiment 273
- Feldersatz-Bataillon 193
- Divisions-Füsilier-Bataillon (AA) 93
- Artillerie-Regiment 193
- Pionier-Bataillon 193
- Panzerjäger-Abteilung 193
- Infanterie-Divisions-Nachrichten-Abteilung 193
- Infanterie-Divisions-Nachschubführer 193

## Decorazioni
Molti soldati della 93. Infanterie-division furono premiati per le loro azioni in guerra:
- Croce Tedesca
  - in oro: 42
  - in argento: 1
- Croce di Cavaliere della croce di ferro: 16
  - Croce di Cavaliere con foglie di quercia: 4
- Distintivo per combattimenti ravvicinati:
  - in bronzo: 3
  - in oro: 1

## Comandanti
- General der Pioniere Otto Tiemann (17 settembre 1939 - 1º maggio 1943)
- Generalleutnant Gottfried Weber (1º maggio 1943 - 31 maggio 1943)
- General der Pioniere Otto Tiemann (31 maggio 1943 - settembre 1943)
- General der Artillerie Horst von Mellenthin (settembre 1943 - 1º ottobre 1943)
- Generalleutnant Karl Löwrick (1º ottobre 1943 - 20 giugno 1944)
- Generalleutnant Erich Hofmann (20 giugno 1944 - 27 luglio 1944)
- Oberst Hermann (27 luglio 1944 - 1º settembre 1944)
- Generalmajor Kurt Domansky (1º settembre 1944 - 18 aprile 1945)[1]